# نوفي زامكي
 نوفي زامكي (بالسلوفاكية: Nové Zámky)‏ مدينة في غرب سلوفاكيا وتتبع إقليم نيترا.

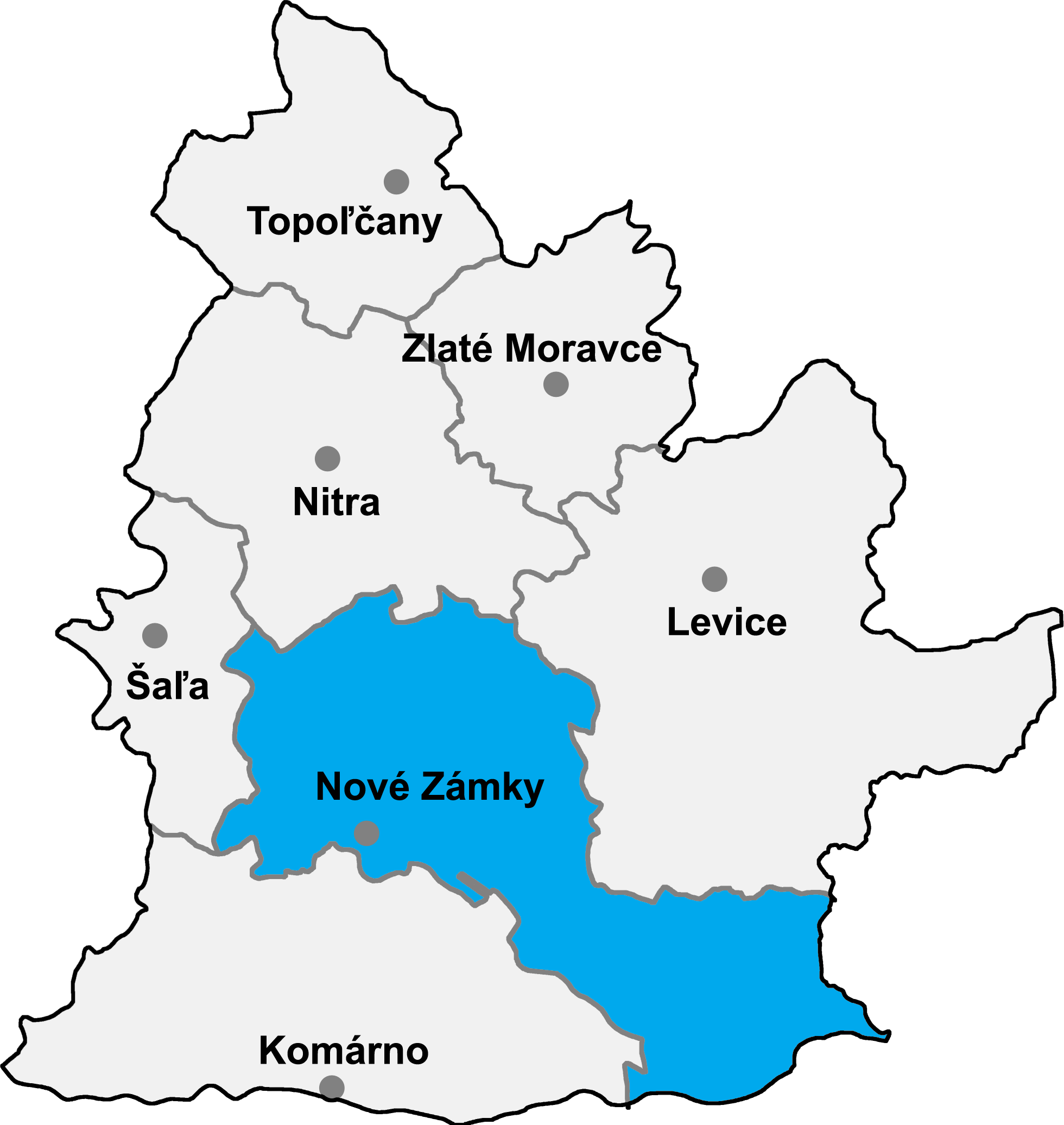
موقع نوفي زامكي في إقليم نيترا

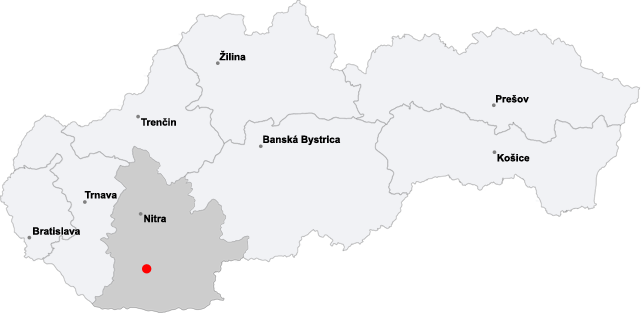
موقع نوفي زامكي في سلوفاكيا

## توأمة
لنوفي زامكي اتفاقيات توأمة مع كل من:
- زنويمو
- Fonyód [الإنجليزية]‏

## أعلام
- ميريام روث
- مارتينا سوشا
- هنرييتا ناجيوفا
- إتيان آيغنر
- سيمونا ساركوفا